# Buchardo
Buchardo es una localidad situada en el departamento General Roca, provincia de Córdoba, Argentina. Se encuentra próxima al límite con la provincia de Buenos Aires.
La localidad de Buchardo fue fundada en 8 de noviembre de 1904 según la resolución de ese día, publicado en el Boletín Oficial 3321, autorizó a la Empresa de ferrocarril “Buenos Aires al Pacífico” a empezar con la construcción de la Estación Buchardo en el kilómetro 507.629,20 del ramal Rufino-Buena Esperanza. En dicho documento oficial se declaró: “Designase a la nueva Estación, con el nombre de ‘Buchardo’.
Está compuesta por 1756 habitantes (Indec, 2001) y se encuentra situada en el cruce de las rutas provinciales RP 4 y RP 26 y en el Ramal Rufino-Monte Comán del Ferrocarril General San Martín. El nombre de la estación recuerda al marino Hipólito Bouchard. Ese nombre fue dado en los años '60, ya que anteriormente el nombre de la estación era Buchardo. No se conoce con exactitud por qué la localidad fue nombrada como Buchardo.
Dista de la Ciudad de Córdoba en 490 km aproximadamente.
La principal actividad económica de la localidad es la agricultura seguida por la ganadería, siendo los principales cultivos la soja, el girasol, el trigo y el maíz.
La fiesta patronal se celebra el día 19 de marzo, en honor a San José.

## Parroquias de la Iglesia católica en Buchardo
| Diócesis  | Villa de la Concepción del Río Cuarto |
| --------- | ------------------------------------- |
| Parroquia | San José                              |